# Alexander Gennadjewitsch Anjukow
Alexander Gennadjewitsch Anjukow (russisch Алекса́ндр Генна́дьевич Анюко́в; * 28. September 1982 in Kuibyschew) ist ein russischer Fußball-Nationalspieler.
In einem Verein Fußball zu spielen, begann er schon im Alter von sechs Jahren. In seiner Jugend spielte er in der zweiten Mannschaft von Krylja Sowetow Samara, ab September 2000 stand er für die erste Mannschaft auf dem Platz. Sein erstes Ligaspiel verlor er mit 0:1 gegen seinen jetzigen Club Zenit St. Petersburg.
Im Juli 2005 wechselte er in die Premjer-Liga zum Zenit St. Petersburg. Sein größter Erfolg mit seinem Verein waren in der Saison 2007 der Gewinn der russischen Meisterschaft und der anschließende Gewinn des UEFA-Pokals 2007/08 im Finale gegen die Glasgow Rangers. In der gleichen Spielzeit konnte Zenit auch den UEFA-Supercup 2008 gegen Manchester United mit 2:1 gewinnen.
Mit der russischen Nationalmannschaft nahm er an der Fußball-Europameisterschaft 2004 und an der Fußball-Europameisterschaft 2008 teil. Bei letzterer konnte überraschend der dritte Platz erreicht werden.

## Titel und Erfolge
Zenit St. Petersburg
- Russischer Meister: 2007, 2010, 2012, 2014/15, 2018/19
- Russischer Pokalsieger: 2010
- Russischer Supercup-Sieger: 2008, 2011
- UEFA-Pokal-Sieger: 2008
- UEFA-Supercup-Sieger: 2008